# Стафилиноидные
Стафилиноидные (лат. Staphylinoidea) — надсемейство жуков из серии семейств стафилиниформные (Staphyliniformia). В ископаемом состоянии известно с триаса.

## Описание
Размер тела от 0,3 мм до 4 см. Встречаются всесветно.

## Классификация
7 семейств и около 50 000 видов. На территории России надсемейство стафилиноидные представлено следующими семействами:
- Водобродки (Hydraenidae) Mulsant, 1844
- Агиртиды (Agyrtidae) C.G. Thomson, 1859
- Лейодиды (Leiodidae) Fleming, 1821 (=Anisotomidae)
  - Подсемейство Бобровые блохи (Platypsyllinae) Ritsema, 1869 или Leptinidae (Бобровики)
  - Подсемейство Колонины (Coloninae) Horn, 1880
- Мертвоеды (Silphidae) Latreille, 1807
- Сцидмениды (Scydmaenidae) Leach, 1815
- Перокрылки (Ptiliidae) Heer, 1843
  - Подсемейство Cephaloplectinae, ранее как Limulodidae Sharp, 1883
- Стафилиниды (Staphylinidae) Latreille, 1802. В России — 4000 в. Источник оценки: А. Ю. Солодовников [1999].
  - Подсемейство Челновидки (Scaphidiinae) Latreille, 1807, ранее как Scaphidiidae
  - Подсемейство Ощупники (Pselaphinae) Latreille, 1802, ранее как Pselaphidae

7 семейств. В 2022 году в ходе интегрирования данных филогеномики и палеонтологии была разработана новая классификация жесткокрылых, в которой надсемейство Staphylinoidea сближается с Scarabaeoidea и Histeroidea и вместе с ними включено в серию Staphyliniformia.
- Jacobsoniidae Heller, 1926
- Ptiliidae Erichson, 1845
- Hydraenidae Mulsant, 1844
- Colonidae Horn, 1880 (1859)
- Agyrtidae Thomson, 1859
- Leiodidae Fleming, 1821
- Staphylinidae Latreille, 1802, в том числе, включая в ранге подсемейств:
  - Pselaphinae Latreille, 1802
  - Scaphidiinae Latreille, 1806
  - Scydmaeninae Leach, 1815
  - Silphinae Latreille, 1806